# Glypta occulta
Glypta occulta là một loài tò vò trong họ Ichneumonidae.